# Operna hiša v Oslu
Operna hiša v Oslu (norveško Operahuset) je dom Norveške nacionalne opere in baleta ter nacionalno operno gledališče na Norveškem. Stavba stoji v soseski Bjørvika v središču Osla, na koncu Oslofjorda. Upravlja ga Statsbygg, vladna agencija, ki upravlja nepremičnine za norveško vlado. Struktura vsebuje 1100 sob na skupni površini 49.000 m². Glavni avditorij ima 1364 sedežev, dva druga prostora za predstave pa sprejmeta 200 in 400 sedežev. Glavni oder je širok 16 m in globok 40 m. Nagnjene zunanje površine stavbe so prekrite z marmorjem iz italijanske Carrare in belim granitom, zaradi česar se zdi, da se dviga iz vode. To je največja kulturna stavba, zgrajena na Norveškem, odkar je bil Nidarosdomen dokončan okrog leta 1300.

## Zgodovina
Leta 1999 se je norveški zakonodajalec po dolgi nacionalni razpravi odločil, da bo v mestu zgradil novo operno hišo. Izveden je bil natečaj za oblikovanje in med 350 prejetimi prijavami so sodniki izbrali tisto norveškega arhitekturnega biroja Snøhetta. Gradnja se je začela leta 2003 in je bila dokončana leta 2007, pred rokom in 300 milijoni NOK (~52 milijonov USD) v skladu s proračunom 4,4 milijarde NOK (~760 milijonov USD). Svečane otvoritve 12. aprila 2008 so se udeležili njegovo veličanstvo kralj Harald V. Norveški, danska kraljica Margareta II. in finska predsednica Tarja Halonen ter drugi voditelji. V prvem letu delovanja je skozi vrata stavbe šlo 1,3 milijona ljudi.
Opera House je prejela nagrado za kulturo na svetovnem arhitekturnem festivalu v Barceloni oktobra 2008 in nagrado Evropske unije za sodobno arhitekturo leta 2009.

## Stavba
Streha stavbe je nagnjena proti nivoju tal in ustvarja velik trg, ki vabi pešce, da se povzpnejo in uživajo v panoramskem razgledu na Oslo. Medtem ko je velik del stavbe pokrit z belim granitom in La Facciato, belim italijanskim carrarskim marmorjem, je odrski stolp oblečen v bel aluminij, v dizajnu Løvaas & Wagle, ki spominja na stare vzorce tkanja.
Avla je obdana s 15 m visokimi okni z minimalnimi okvirji in posebnim steklom, ki omogoča največji pogled na vodo. Streha je podprta s tankimi poševnimi stebri, ki so prav tako zasnovani tako, da ne motijo pogleda.
Notranje površine so prekrite s hrastovino, ki vnaša v prostor toplino v nasprotju s hladnostjo bele zunanjosti. Glavni avditorij ima obliko podkve in ga osvetljuje ovalni lestenec, ki vsebuje 5800 ročno izdelanih kristalov. Sedeži vključujejo monitorje za elektronski sistem libreta, ki občinstvu omogoča spremljanje opernih libretov v norveščini in angleščini poleg izvirnega jezika.

## Umetnost
Za notranjost in zunanjost operne hiše je bilo naročenih več umetniških projektov. Najbolj opazna je She Lies, skulptura, ki jo je iz nerjavečega jekla in steklenih plošč izdelala Monica Bonvicini. Trajno je nameščena na betonski ploščadi v zalivu ob operni hiši in lebdi na vodi, ki se premika kot odziv na plimovanje in veter, da gledalcem ustvari nenehno spreminjajoč se obraz. Delo je 11. maja 2010 razkrilo njeno veličanstvo kraljica Sonja.
Perforirano stensko ploščo, ki pokriva strešne nosilce v preddverju, je oblikoval Olafur Eliasson. Ima šestkotno odprtino in je osvetljen od spodaj in zadaj, da ustvari iluzijo talečega se ledu. Drugi umetniki, ki so sodelovali pri gradnji, so Kristian Blystad, Jorunn Sannes in Kalle Grude, ki so zasnovali obliko tlakovcev na dvorišču in strehi; Bodil Furu in Trine Lise Nedreaas, ki sta ustvarila filmski in video projekt; Marte Aas, Talleiv Taro Manum, Tom Sandberg, Gerd Tinglum in Nina Witoszek Fitzpatrick, ki so ustvarili umetniško knjigo Site Seeing; ter Linus Elmes in Ludvig Löfgren, ki sta ustvarila temeljni kamen.
Glavni odrski zastor je delo Paeja Whitea, ki ga je oblikoval tako, da je videti kot zmečkana aluminijasta folija. White je skeniral zmečkan kos folije v računalnik, ki je informacije prevedel na statve, ki so tkale zaveso iz volne, bombaža in poliestra, da bi ustvarila tridimenzionalni učinek. Zaveso je izdelalo nemško podjetje za gledališko opremo Gerriets GmbH. Dokončana zavesa meri 23 m v širino in 11 m v višino ter tehta 500 kg.

## Slike iz vhoda in preddverja
- Občinstvo se premika po stopnicah v preddverju
- Avla gledana z balkona
- Dekoracija Olafurja Eliassona v preddverju
- Valovita lesena stena